# Тека-реєстратор

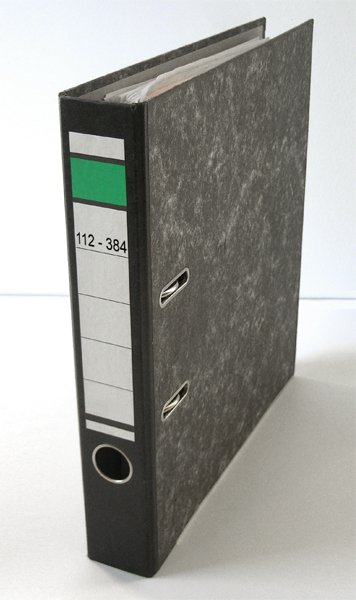
Зовнішній вигляд теки-реєстратора

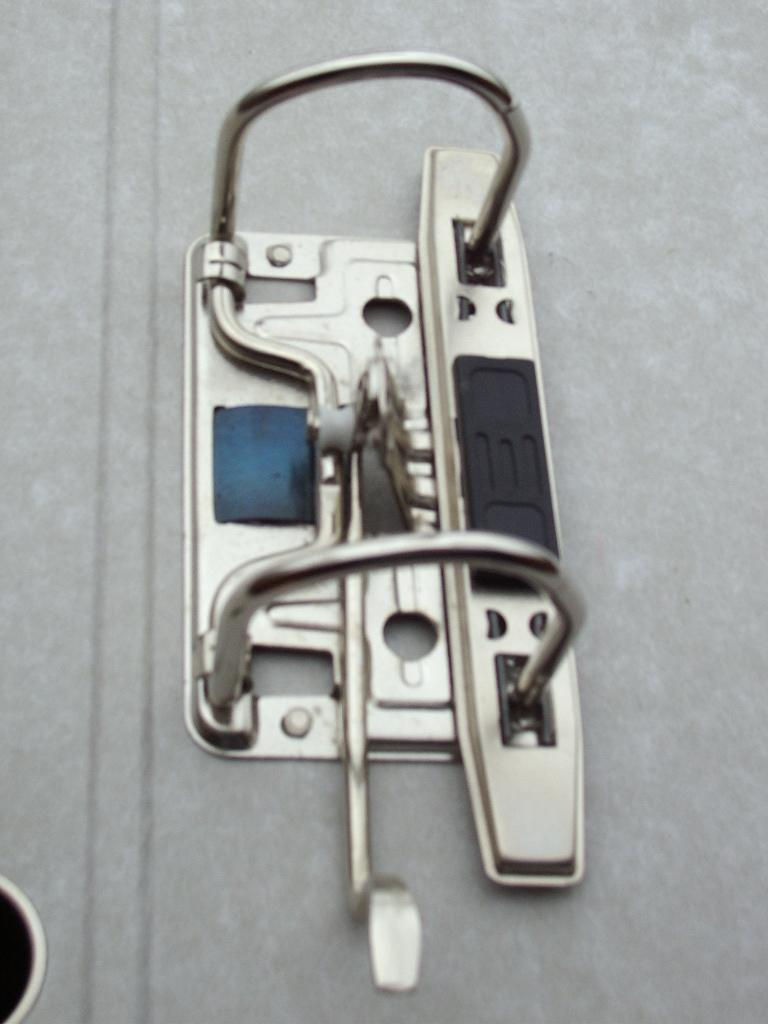
Замок теки-реєстратора

Те́ка-реєстра́тор (або папка-сегрегатор) — канцелярська тека із арочним механізмом для зберігання документів. 

## Опис
Призначена для архівації документів за абеткою, хронологічно або по темах. 
Окремі аркуші документів заздалегідь проколюються діркопробивачем або вкладаються у файли та вміщуються на сталеві стержні замка теки. Замок фіксується.
На корінець теки-реєстратора можна прикріпити наклейку із написом, що відображає її зміст. Круглий отвір в корінці теки полегшує її витягання з полиці.

## Історія
Тека-реєстратор в її сучасному вигляді була винайдена разом із діркопробивачем у 1886 р. винахідником із Бонна Фрідріхом Зоннеккеном (нім. Friedrich Soennecken).

## Цікаві факти
У 2005 р. берлінською компанією «Herlitz AG» було випущено понад 80 млн тек-реєстраторів.